# 論語読みの論語知らず
論語読みの論語知らず（ろんごよみのろんごしらず）は、朱子の著作からのことわざ。

## 概要
書物を読んでいるものの、それを知識として理解しているのみで、それを実生活に活かすことができていないような者のことをいう。書物を読んではいるものの、それを十分に理解できていないために実生活に活かすことができていないような者のこともいう。論語読みと言うのは儒者のことであり、元来はこの言葉は実生活に疎いことから儒者を批判する言葉であったのだが、後には儒者のみならず学者全般や得意気に知識をひけらかす者を批判することにでも用いられるようになった。

### 由来
この言葉は朱子によって著された『論語序説』に出てくる程子の言葉が由来である。ここでは二程は論語を読み終えたところで何も感じるものが無かった者と言うのは、書かれていた内容の真意を理解することができていない者であるということを述べている。論語読みの論語知らずとはこのような者のことである。論語というものはただ単に読んで詰め込むのみでなく、それの本当の意味を理解することが大切であるということであった。